# Ehrensvärdmuseum
Het Ehrensvärdmuseum (Fins: Ehrensvärd-museo/Zweeds: Ehrensvärdmuseet) is een museum in de Finse gemeente Helsinki. Het museum is gelegen in de commandantswoning aan de binnenplaats van zeefort Suomenlinna en is vernoemd naar eerste commandant en oprichter van het fort Augustin Ehrensvärd. Ehrensvärd was tevens de eerste bewoner van het huis. De collectie van het museum bevat schilderijen, meubilair, wapens en miniaturen gemaakt rond 1760.